# Могильник східний
Могильник східний, орел-могильник або просто могильник (Aquila heliaca) — вид орлів (Aquila) родини яструбових (Accipitridae). Один з 9 видів роду; один з 5 видів роду у фауні України.
Це великий хижий птах, що мешкає в змішаних і широколистяних лісах і полює на відкритому просторі. На півночі мігруючий, на півдні — осілий або кочовий.

## Зовнішній вигляд
За зовнішнім виглядом нагадує беркута, але дещо менший за нього, 80 см завдовжки та з розмахом крил 200 см. Забарвлення тіла темно-буре, верх голови і шиї жовтуватий, на плечах є крупні білі плями, хвіст бурого кольору, одноколірний. Молоді особини зверху мають бурий колір, знизу рудувато-коричневий з подовжніми темними плямами. У польоті пір'я на кінцях крил розставлене пальцеподібно, політ птаха ширяючий, повільний.

## Ареал виду та поширення в Україні
Гніздовий ареал охоплює Південну Європу, Північну Африку, Азію (Південно-західну Азію, Казахстан, передгір'я та гірські райони Алтаю, Мінусінську улоговину, Туву, Забайкалля). В Україні поширений в межах лісостепової, окремих лісових масивах та лісосмугах степової зони, в Кримських горах.

## Чисельність і причини її зміни
Європейська популяція оцінюється у 850—1400 пар. В Україні гніздиться не менше 100 пар, головним чином на сході країни (басейн Сіверського Дінця) та в Криму. В останні роки намітилась тенденція до збільшення чисельності в степовій смузі України. Причини зміни чисельності: вирубування ділянок старого лісу в місцях постійного гніздування, скорочення кормової бази (ховрахи), винищування людиною, загибель птахів на ЛЕП.

## Особливості біології

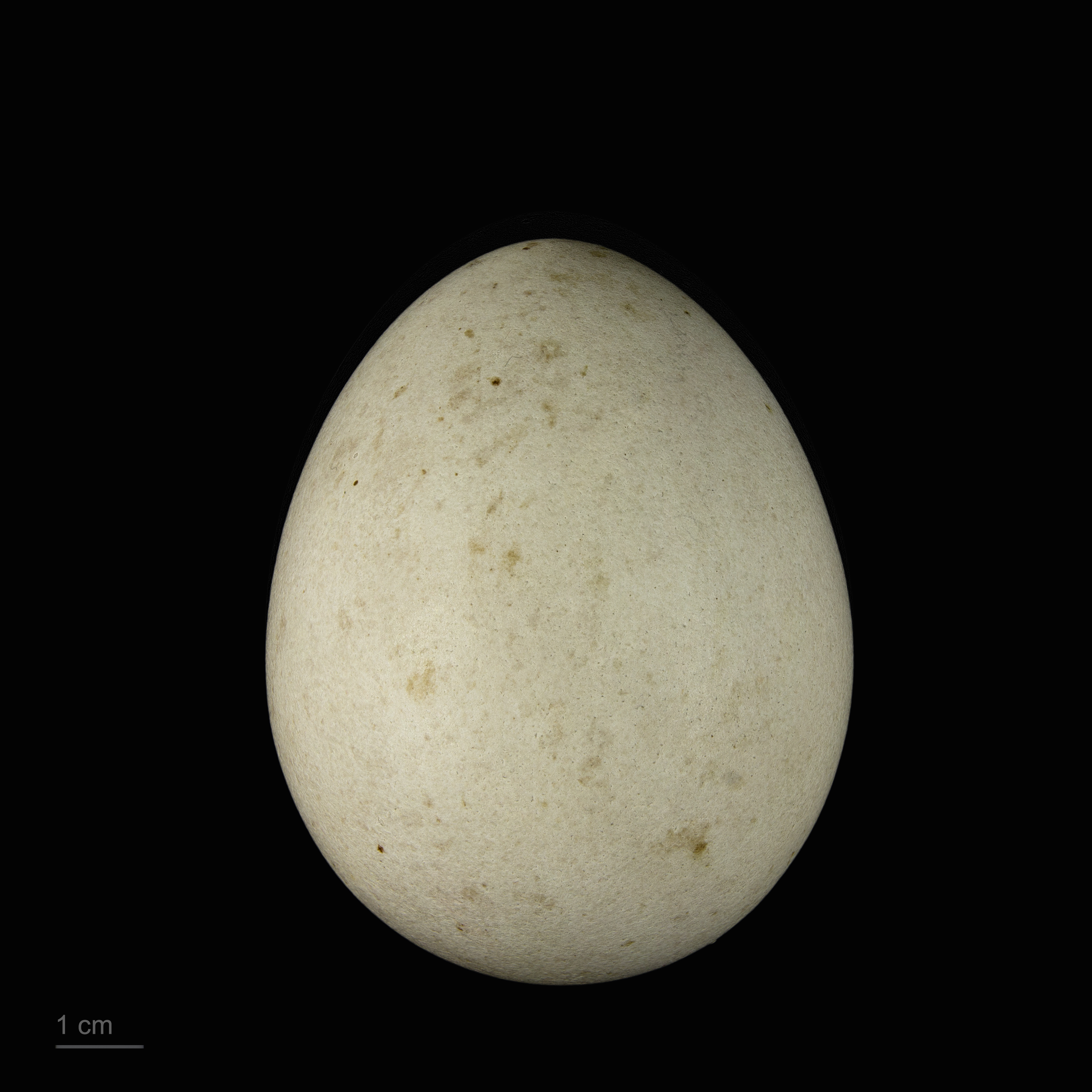
Яйце могильника в оологічній колекції, Тулузький музей

У різних частинах ареалу перелітний або осілий птах. В Україні на більшій частині території перелітний, у Криму — осілий. У позашлюбний сезон орли-могильники тримаються парами або поодинці. До місць гніздування прилітає в середині березня — на початку квітня. Оселяється у старих високостовбурних, найчастіше соснових, лісах, розташованих біля галявин, схилів, рідше на невеликих ділянках листяного лісу серед цілинних земель. Також гніздиться у деяких лісосмугах серед агроценозів степової зони. Найчастіше влаштовують гнізда на верхівках дерев, набагато рідше на обривах. Самка відкладає зазвичай 2—3 білих яйця. Насиджують обидва птахи, 43—45 діб. Пташенята залишають гніздо в кінці липня — на початку серпня. Статевозрілим стає на 3—4 році життя. Живиться ссавцями, птахами середнього розміру та іноді падлом.

## Охорона
Охороняється Конвенцією з міжнародної торгівлі вимираючими видами дикої фауни і флори (CITES) (Додаток ІІ), Боннською (Додаток І) та Бернською (Додаток І) конвенціями. Внесений до Червоної книги України (1994, 2009) (статус — рідкісний).

## Галерея

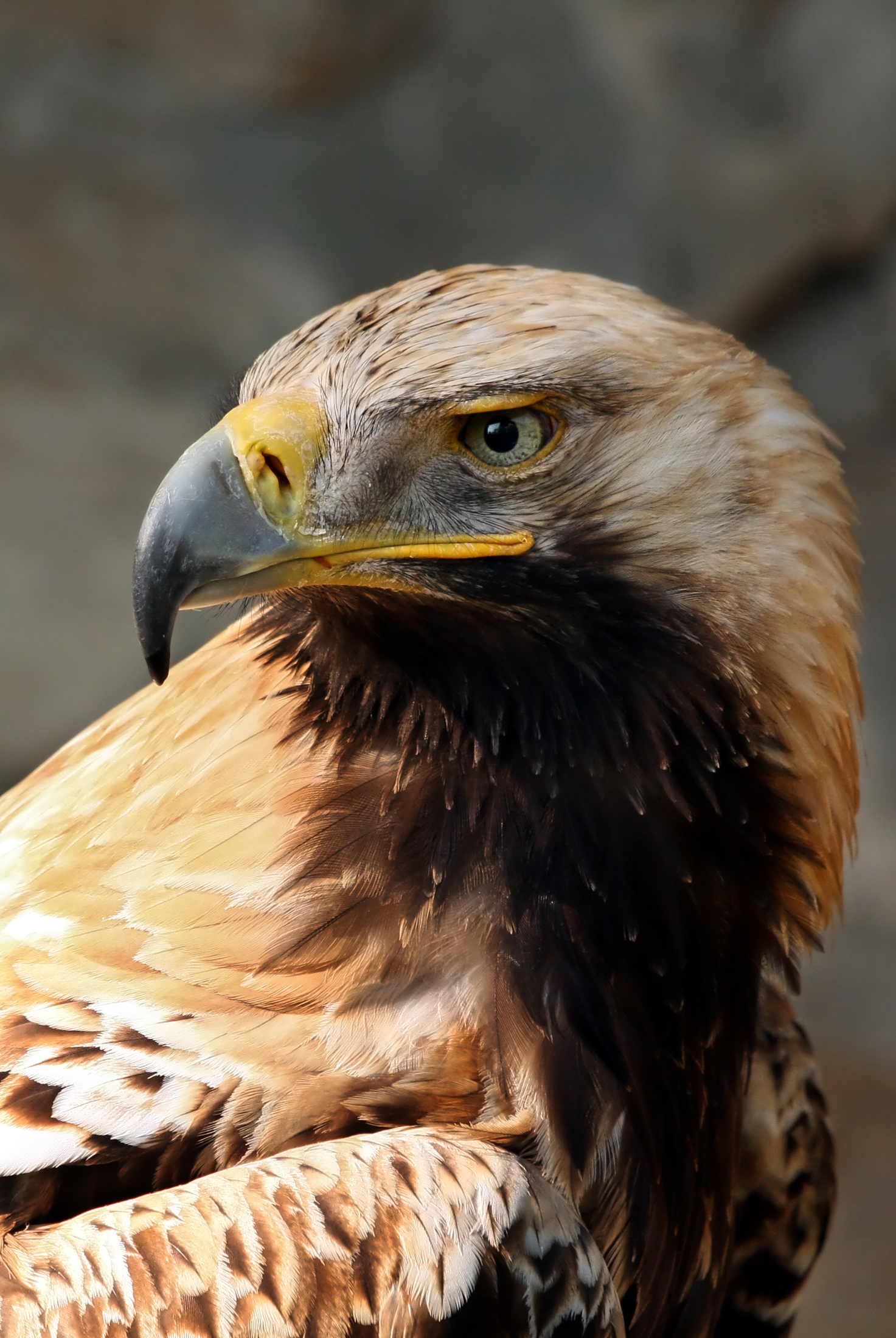
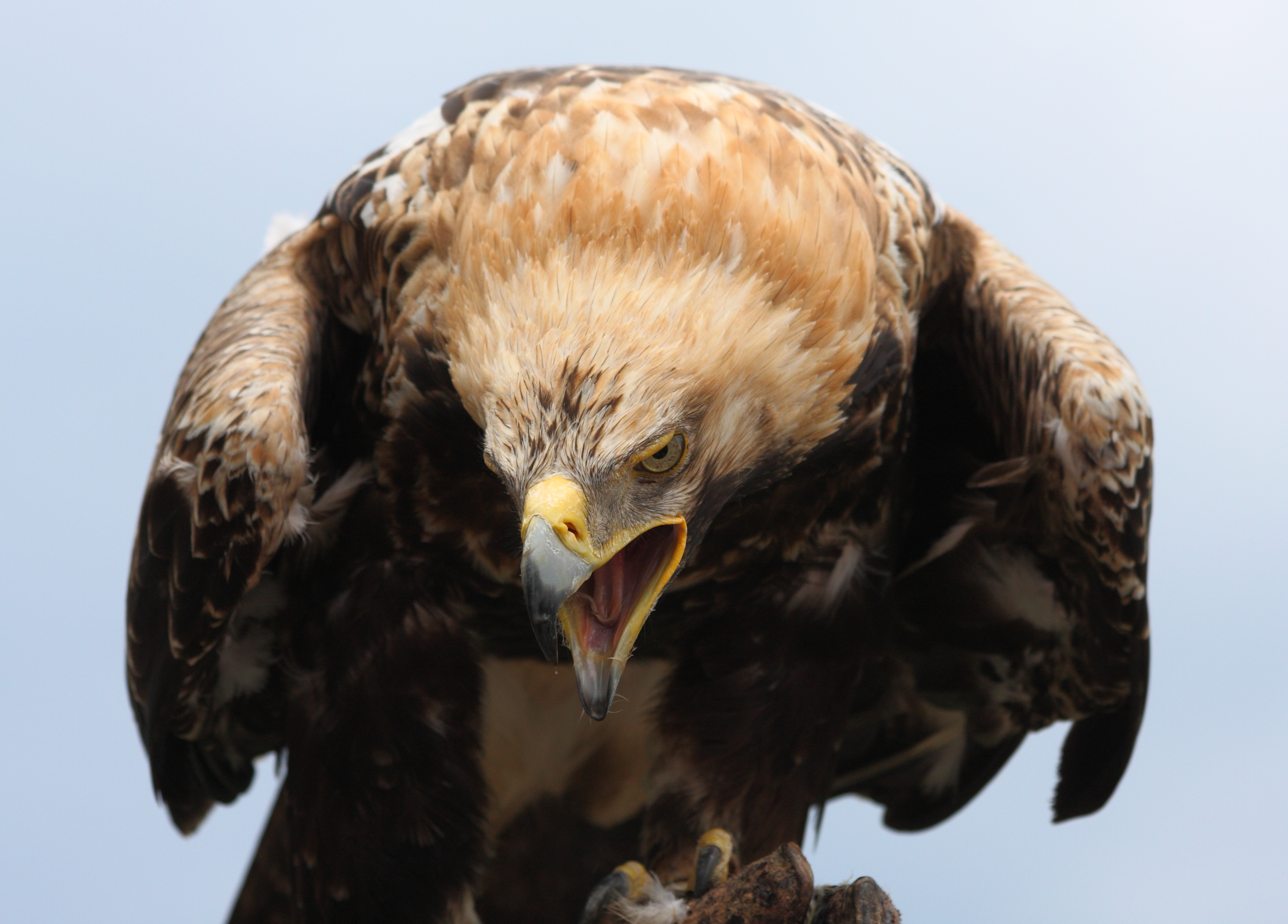
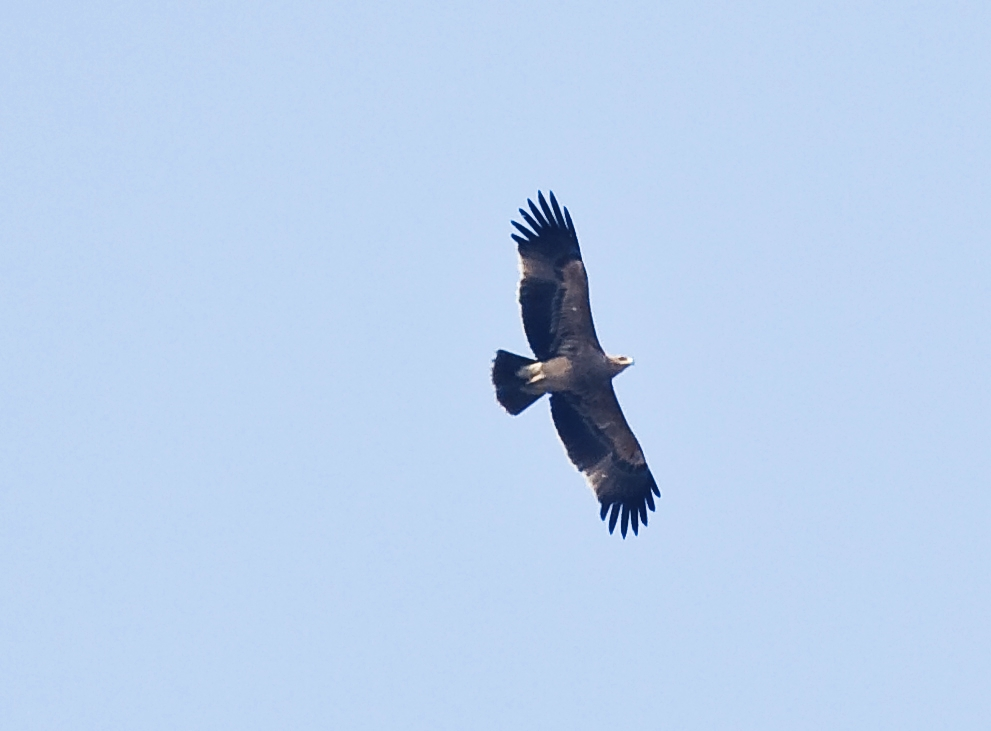
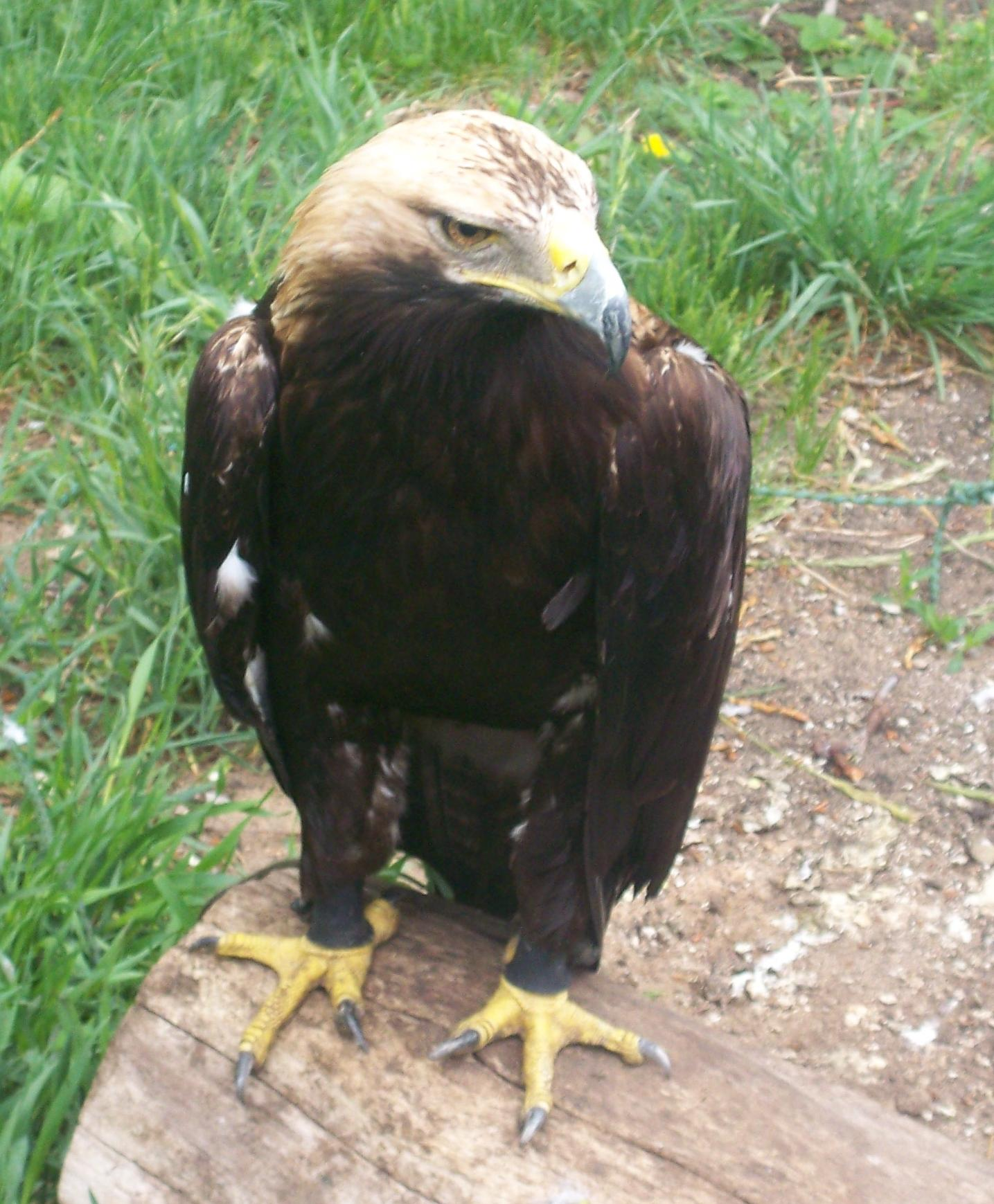
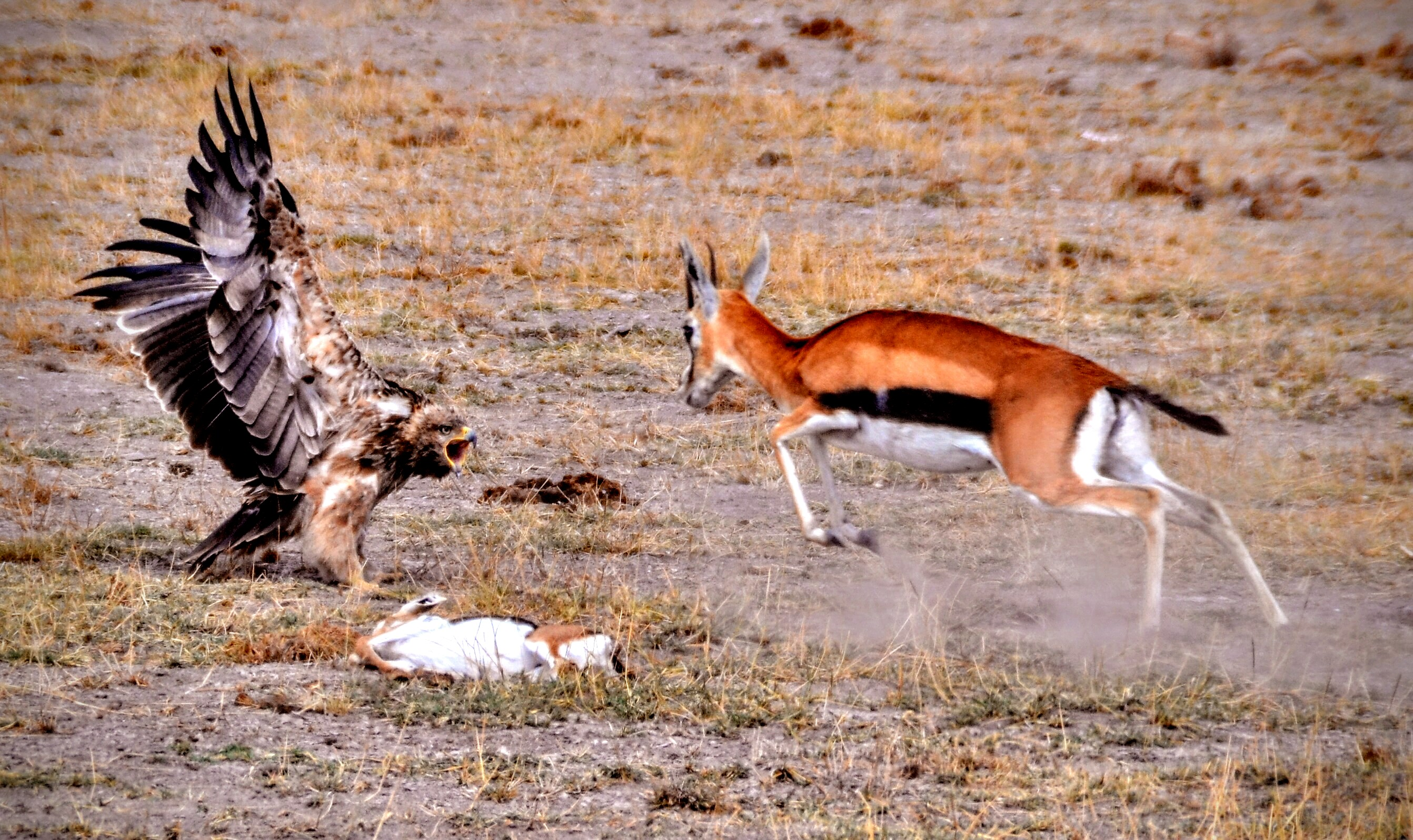
Самиця газелі Томсона захищає своє мертве дитя від орла-могильника, Кенія